# Amparito Roca
 (janvier 2022).
Si vous disposez d'ouvrages ou d'articles de référence ou si vous connaissez des sites web de qualité traitant du thème abordé ici, merci de compléter l'article en donnant les références utiles à sa vérifiabilité et en les liant à la section « Notes et références ».

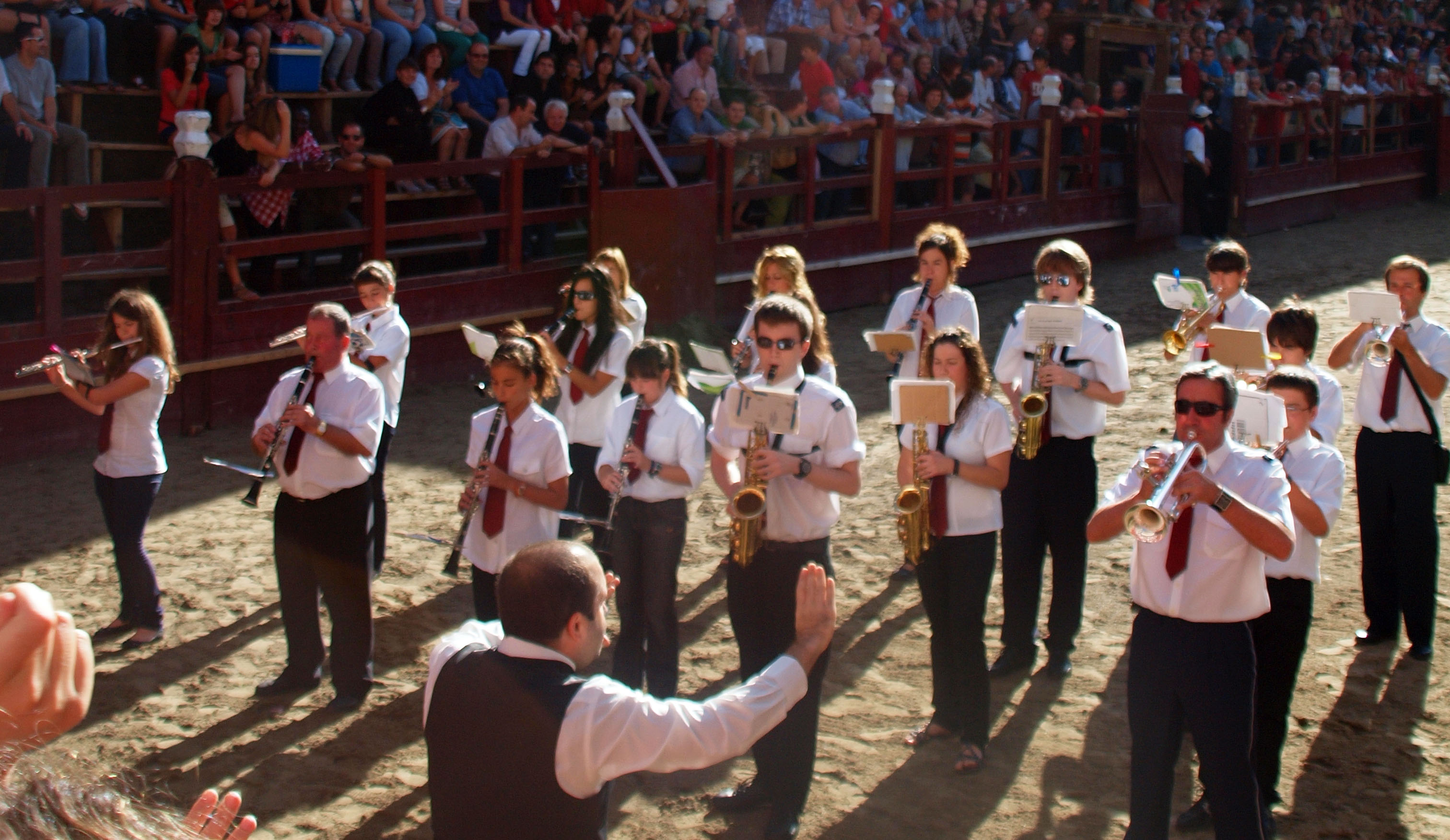
La Bande municipale interprète le Paso doble Amparito Roca lors des fêtes de Zestoa 2010

Amparito Roca est le nom d'un paso doble composé en 1925 par le compositeur espagnol Jaume Teixidor Dalmau (1884-1957).
En septembre 1925, le musicien barcelonais Jaume Teixidor Dalmau, qui était cette année directeur de la Banda de Música Primitiva de Carlet (Valence) crée, avec cet ensemble le paso doble Amparito Roca au théâtre El Siglo de cette ville.
Le titre a été donné en l'honneur d'une jeune élève, Amparito Roca, à qui il donnait des leçons de piano et était très amie avec sa fille María Teresa. Actuellement une rue de Carlet porte le nom de ce paso doble.
Il s'agit de l'un des paso dobles les plus connus tant en Espagne que dans le reste du monde.
Aux jeux olympiques de Sydney en 2000, ce fut le morceau qui a accompagné la présentation de la délégation espagnole.
Ce paso doble est l'hymne populaire des Fiestas de Santa Tecla (es), patronne de la cité de Tarragone, qui sont célébrées chaque année le 23 septembre. Dans la nuit du 21 au 22 septembre durant la célébration de Bajada del Águila (es), il est joué, chanté et dansé par les habitants de Tarragone durant de longues heures sans interruption.